# Картер, Эштон
Э́штон Бо́лдуин Ка́ртер (англ. Ashton Baldwin Carter; 24 сентября 1954, Филадельфия, Пенсильвания — 24 октября 2022, Бостон) — американский политический, государственный, военный деятель и ученый-физик, эксперт по политике безопасности. Министр обороны США с 17 февраля 2015 по 20 января 2017 года.

## Биография
Эштон Болдуин Картер родился 24 сентября 1954 года в Филадельфии, Пенсильвания. Его отец Уильям Стэнли Картер-младший — ветеран Второй мировой войны, в военно-морском флоте был неврологом и психиатром. Также Уильям Картер был председателем отдела в Мемориальном госпитале Абингтон в течение 30 лет. Мать — Энн (Болдуин) Картер, преподаватель английского языка. Эштон Картер рос вместе с тремя родными братьями. В возрасте 11 лет, когда Эштон Картер работал на своей первой работе в мойке машин, он был уволен за то, что облил грязью владельца машины.
Получил степень бакалавра в Йельском университете по средневековой истории и теоретической физике. Докторскую степень в области теоретической физики получил как стипендиат Родса в Оксфордском университете. Преподавал в Гарвардском и в Стэнфордском университетах. Работал консультантом по вопросам политики безопасности, в частности в Goldman Sachs.
24 октября 2022 года Картер умер от сердечного приступа в своём доме в Бостоне.

## Карьера
В 1993—1996 годах работал в Департаменте обороны в администрации Билла Клинтона как помощник министра обороны США по вопросам международной политики безопасности. В администрации Барака Обамы: с 29 апреля 2009 по 5 октября 2011 заместитель министра обороны по приобретению, логистике и технологиям, на этой должности он отвечал за закупки оружия; с 6 октября 2011 по 3 декабря 2013 был 1-м заместителем Министра обороны США.
В декабре 2014 года Президент США Барак Обама представил кандидатуру Картера на пост Министра обороны США. Сенат США утвердил его кандидатуру первого февраля 2015 года.
В связи с войной на востоке Украины заявлял, что основные усилия международного сообщества должны сводиться к тому, чтобы оказывать на Россию экономическое и политическое давление. Эштон Картер считал Россию глобальной угрозой для США.